# Abby Hadassah Smith
Abby Hadassah Smith (1 de junho de 1797 - 23 de julho de 1879) foi uma das primeiras sufragistas norte-americanas, que fez campanha para o direito à propriedade e para os direitos de voto na cidade de Glastonbury, Connecticut. Ela foi tema do livro Abby Smith e Suas Vacas, obra na qual a sua irmã Julia Evelina Smith contou a história de uma luta de resistência de impostos por dentro de uma causa sufragista.